# نسیم شاذلی
نسیم شاذلی (انگلیسی: Nassim Chadli؛ زادهٔ ۲۸ ژوئیهٔ ۲۰۰۱) بازیکن فوتبال است.
وی همچنین در تیم ملی فوتبال زیر ۲۰ سال مراکش بازی کرده‌است.